# Porcellio sordidus
Porcellio sordidus är en kräftdjursart som beskrevs av Gustav Budde-Lund 1879. Porcellio sordidus ingår i släktet Porcellio och familjen Porcellionidae. Inga underarter finns listade i Catalogue of Life.